# De vreemde vogel
De vreemde vogel is het zevende verhaal uit de reeks Dag en Heidi.  Het verhaal verscheen integraal in weekblad Ohee nummer 311 op 29 maart 1969. Het werd uitgegeven in albumvorm door Saga in 2014 als vijfde nummer in de Collectie Stribbel.

## Personages
- Dag
- Heidi
- Inga
- de koekoek
- de uil
- kapitein Sven
- de professor
- Jörgen
- Helga
- Christie

## Verhaal
Kapitein Sven wil dat zijn pleegzoon Dag het verder schopt dan gewoon matroos en heeft hem daarom ingeschreven om lessen te gaan volgen bij een zeekapitein op rust. Met tegenzin stemt de jongen in. De nacht voor zijn vertrek wordt hij gewekt door een vreemd geluid. Als hij gaat kijken blijkt er gezucht uit de koekoeksklok te komen. Als de koekoek naar buiten komt, begint deze plots te praten tegen Dag. De vogel vraagt om hem los te maken zodat ze jaar jong kan gaan opzoeken en belooft hem in ruil de kunst van het vliegen te leren. Dag gaat hiermee akkoord en bevrijdt de koekoek. Prompt haalt de koekoek enkele magische takjes die hij in een fles wijn dropt. Als Dag zich hiervan een glas uitschenkt en ervan drinkt, wordt hij zo licht als een veertje.
Na wat oefening heeft Dag het vliegen onder de knie. Hij volgt de koekoek naar de vogelvergadering geleid door de wijze uil. De vogels zijn niet erg opgezet dat de koekoek hun geheim om te vliegen aan een mensenkind heeft verklapt. De uil draagt de vogels op om van Dag een complete vogel te maken zodanig dat hij de volledige ervaring zal krijgen van een vogel te zijn. Enkel de liefde van een andere mens kan Dag weer terug doen veranderen. De uil wil Dag vooral een lesje leren en hem doen inzien dat als mensen ook zouden kunnen vliegen zij volkomen weerloos zouden worden. Sommige mensen vangen immers vogels ondanks dat de vogels insecten en ander ongedierte schadelijk voor de mens opeten.
Dag beseft al snel dat het niet gemakkelijk is om als vogel door het leven te gaan. Hij gaat op zoek naar het schip van kapitein Sven in de hoop dat zijn oom hem zal herkennen. Hij is echter zo groot dat hij iedereen schrik aanjaagt. Er is ook een professor aan boord die hem maar wat graag wil vangen. Als de kok overboord valt, redt Dag de man. Als dank krijgt hij een stuk brood. Dag vliegt na gegeten te hebben weer weg uit vrees dat de professor hem zou opsluiten en hem tentoonstellen als een curiosum.
Terwijl Dag voortsukkelt om aan voedsel te komen en zich soms de woede van de mensen op de hals haalt, zijn Heidi en Inga ook op toevallige wijze achter het vlieggeheim gekomen. Ze kregen die nacht dorst en dronken van de fles wijn waarin de koekoek de magische takjes had gedaan. Ze komen op het eiland terecht waar Heidi en Dag vroeger hebben gewoond met hun vader. Ze ontmoeten er de koekoek die hen de hele geschiedenis verteld van Dag die in een vogel is veranderd. Heidi wil haar broer zo snel mogelijk vinden, want haar liefde kan hem weer meteen in een mens veranderen. Een nachtegaal brengt de uil op de hoogte van deze nieuwe ontwikkelingen en besluit de meisjes niet te straffen omdat ze ongewild in deze situatie zijn terecht gekomen.
Ontroerd door de liefde van de meisjes voor Dag krijgt Dag door toedoen van de uil in diverse omstandigheden hulp van de andere vogels. Zo geven ze hem brood dat ze van de mensen hebben gekregen en bevrijden hem ook uit een val die de professor had gezet. Als Dag op een nacht zich in een stal in het zachte stro te slapen legt, wordt hij gewekt door boer Jörgen. De boer schrikt zo erg van deze vreemde vogel dat hij Dag bewusteloos slaat. Hij kan echter tijdens zijn verdoving horen dat Christie, het dochtertje van Jörgen en diens vrouw Helga ernstig ziek is. De dokter is aanwezig maar heeft het medicijn dat Christie dringend nodig heeft niet mee. Hij wil het aanstonds bij de apotheker gaan halen, maar zijn paard heeft een van zijn benen verstuikt. Dit is de kans voor Dag om te helpen en vraagt de dokter om het recept dat hij dan naar de apotheker zal brengen. Uiteindelijk verkrijgt hij het medicijn dat aan Christie wordt toegediend. Het meisje wordt snel beter en wordt goede maatjes met Dag.
Jörgen wil echter van de extra mond die hij te voeden heeft af. Dag verlaat hen en denkt dat ook Christie niet van hem houdt, dat ze enkel met hem wil pronken. Maar daarin vergist Dag zich, want Christie mist haar vogel heel erg. Dit beseft hij als hij zijn veren begint te verliezen en zijn kleren weer verschijnen. Hij verandert weer in een mens. Hij wordt uiteindelijk weer verenigd met Heidi en Inga. De uil zorgt er ook voor dat het vliegen van de kinderen wordt stopgezet. Dag verzaakt niet langer aan zijn plicht om te gaan studeren en stuurt ook nog een bedankbriefje naar Christie.